# Delia conversata
Delia conversata este o specie de muște din genul Delia, familia Anthomyiidae. A fost descrisă pentru prima dată de Tiensuu în anul 1936. Conform Catalogue of Life specia Delia conversata nu are subspecii cunoscute.